# Eusebio García Luengo
Eusebio García Luengo (Puebla de Alcocer, Badajoz, 1909 - Madrid, 20 de diciembre de 2003) fue un dramaturgo, novelista y crítico literario español encuadrado en la generación del 36.

## Biografía
Hacia 1923 llegó a Madrid, donde terminó el bachillerato en los salesianos. Inició los estudios de Derecho y Filosofía y Letras en la universidad Central, que no llegó a terminar. Su afición por el teatro le llevó a hacer algunas pruebas que tampoco prosperaron. Creó en 1935 la efímera revista Letra junto con Francisco Carmona Nenclares y Manuel Villegas López.
En 1934 casó con la actriz valenciana Amparo Reyes («que fue una de las jóvenes implicadas en la aventura de “Arte Nuevo”» y más tarde profesora de interpretación en la Escuela de Arte Dramático).
Por esos años hizo amistad con César M. Arconada (amistad que se rompería en el transcurso de la guerra civil, aun estando los en el mismo bando republicano), junto al que conoció a diferentes escritores y acudió a tertulias, como la del café Granja El Henar donde acudían Federico García Lorca, Ramón J. Sender y otros. También visitó en la Casa de las Flores a Pablo Neruda.
El estallido de la guerra civil española le sorprendió en Madrid. Pasó después a Valencia, trabajando como cronista de guerra y escribiendo artículos que publicaba en Nueva Cultura, la revista que dirigía Josep Renau. En ese periodo conoció, entre otros muchos personajes, a León Felipe y Antonio Machado. En el ejército republicano estuvo a las órdenes de Manuel García Pelayo (quien, tras la muerte de Franco, sería elegido primer presidente del Tribunal Constitucional).
Tras la derrota volvió a Madrid, pero no fue represaliado. Más tarde, Juan Aparicio, delegado nacional de prensa del régimen franquista y director del semanario El Español, le contrata como colaborador y allí publicaría por entregas la novela El malogrado. En esos años hizo amistad con Juan Fernández Figueroa (extremeño como él, pero que había hecho al guerra en el bando franquista), que le consigue trabajo en la revista Índice. También fue colaborador del diario ABC entre 1954 y 1958.
Asiduo contertulio del Café Gijón, al parecer Antonio Buero Vallejo llegó a decir de él que estaba destinado a revolucionar el teatro español.[cita requerida] Ambos se presentaron al premio Lope de Vega, que ganó  Buero con Historia de una escalera. García Luengo, sin embargo, no logró ver representada ninguna de sus obras, excepto una en teatro de ensayo universitario que dirigía José Gordón. Como crítico estudió y escribió sobre la obra de los hermanos Quintero y de García Lorca (Revisión del teatro de García Lorca). 
Ganó el primer premio de novela Café Gijón con la obra La primera actriz. La revista Índice le editó Las supervivientes. Una editorial valenciana le publicaría la novela No sé (una edición malograda por un accidente, que más tarde reeditó la editorial Anthropos). En la editorial Destino publicó una semblanza de Extremadura. Además de los ensayos y artículos, escribió algunas obras de teatro, como Entre estas cuatro paredes, que le publicó la revista Garcilaso, El retrato, El celoso por infiel, Los hijos, El pozo y la angustia, Por primera vez en la vida. 
En 2001 se le hizo un homenaje en Las Navas del Marqués,[cita requerida] y dos años después murió en Madrid, a los noventa y cuatro años de edad.